# Cizre Belediye Spor Kulübü 2022-2023
Questa voce raccoglie le informazioni riguardanti il Cizre Belediye Spor Kulübü nelle competizioni ufficiali della stagione 2022-2023.

## Stagione
Il Cizre Belediye Spor Kulübü disputa la stagione 2022-23 senza alcuna denominazione sponsorizzata.
Partecipa per la seconda volta alla Efeler Ligi, dove ottiene un ottavo posto in regular season, accedendo ai play-off per il quinto posto: sconfitto in semifinale dal Bursa BB, si aggiudica poi la finale per il settimo posto contro il Türşad. In Coppa di Turchia, invece, non supera la fase a gironi.
Partecipa inoltre alla BVA Cup, vincendo il torneo.

## Organigramma societario
Area direttiva
- Presidente: Süleyman Çağlı

Area tecnica
- Allenatore: Nuri Şahin
- Allenatore in seconda: Burak Köse
- Scoutman: Özay Yıldız

## Rosa
| N° | Nome                | Ruolo | Data di nascita  | Nazionalità sportiva |
| -- | ------------------- | ----- | ---------------- | -------------------- |
| 1  | Andaç Kapan         | O     | 4 aprile 1990    | Turchia              |
| 3  | Muhammed Ertuğrul   | C     | 12 agosto 1989   | Turchia              |
| 5  | Osmany Uriarte      | S     | 4 giugno 1995    | Cuba                 |
| 6  | Kemal Kayhan        | C     | 2 gennaio 1983   | Turchia              |
| 7  | Murat Karakaya      | S     | 27 giugno 1987   | Turchia              |
| 9  | Burak Hascan        | C     | 11 giugno 1977   | Turchia              |
| 9  | Burak Kamçı         | C     | 17 marzo 1997    | Turchia              |
| 10 | Caner Çiçekoğlu     | P     | 11 maggio 1985   | Turchia              |
| 11 | Julien Winkelmuller | O     | 31 luglio 1994   | Francia              |
| 13 | Semih Çelik         | L     | 29 novembre 1988 | Turchia              |
| 14 | Taha Erden          | S     | 13 gennaio 2002  | Turchia              |
| 16 | Çağatay Durmuş      | L     | 5 aprile 1994    | Turchia              |
| 21 | Svetoslav Ivanov    | S     | 10 luglio 2000   | Bulgaria             |
| 27 | Hilmi Şahin         | P     | 1º gennaio 2003  | Turchia              |
| 73 | Ömer Dur            | C     | 17 agosto 1994   | Turchia              |

## Statistiche

### Statistiche di squadra
| Competizione     | Punti | In casa | In casa | In casa | In trasferta | In trasferta | In trasferta | Totale | Totale | Totale |
| Competizione     | Punti | G       | V       | P       | G            | V            | P            | G      | V      | P      |
| ---------------- | ----- | ------- | ------- | ------- | ------------ | ------------ | ------------ | ------ | ------ | ------ |
| Efeler Ligi      | 38    | 15      | 8       | 7       | 14           | 6            | 8            | 29     | 14     | 15     |
| Coppa di Turchia | 5     | 0       | 0       | 0       | 0            | 0            | 0            | 3      | 2      | 1      |
| Totale           | -     | 15      | 8       | 7       | 14           | 6            | 8            | 32     | 16     | 16     |

G = partite giocate; V = partite vinte; P = partite perse

### Statistiche dei giocatori
| Giocatore       | Campionato | Campionato | Campionato | Campionato | Campionato | Coppa di Turchia | Coppa di Turchia | Coppa di Turchia | Coppa di Turchia | Coppa di Turchia | Totale | Totale | Totale | Totale | Totale |
| Giocatore       | P          | PT         | AV         | MV         | BV         | P                | PT               | AV               | MV               | BV               | P      | PT     | AV     | MV     | BV     |
| --------------- | ---------- | ---------- | ---------- | ---------- | ---------- | ---------------- | ---------------- | ---------------- | ---------------- | ---------------- | ------ | ------ | ------ | ------ | ------ |
| S. Çelik        | 27         | 0          | 0          | 0          | 0          | 3                | 0                | 0                | 0                | 0                | 30     | 0      | 0      | 0      | 0      |
| C. Çiçekoğlu    | 25         | 80         | 42         | 22         | 16         | 3                | 6                | 1                | 3                | 2                | 28     | 86     | 43     | 25     | 18     |
| Ö. Dur          | 26         | 142        | 91         | 41         | 10         | 2                | 1                | 1                | 0                | 0                | 28     | 143    | 92     | 41     | 10     |
| Ç. Durmuş       | 5          | 0          | 0          | 0          | 0          | 3                | 0                | 0                | 0                | 0                | 8      | 0      | 0      | 0      | 0      |
| T. Erden        | 22         | 54         | 45         | 5          | 4          | 2                | 1                | 0                | 0                | 1                | 24     | 55     | 45     | 5      | 5      |
| M. Ertuğrul     | 18         | 66         | 34         | 30         | 2          | 3                | 8                | 2                | 6                | 0                | 21     | 74     | 36     | 36     | 2      |
| B. Hascan       | 0          | 0          | 0          | 0          | 0          | -                | -                | -                | -                | -                | 0      | 0      | 0      | 0      | 0      |
| S. Ivanov       | 28         | 323        | 269        | 31         | 23         | 3                | 42               | 31               | 6                | 5                | 31     | 365    | 300    | 37     | 28     |
| B. Kamçı        | 0          | 0          | 0          | 0          | 0          | 0                | 0                | 0                | 0                | 0                | 0      | 0      | 0      | 0      | 0      |
| A. Kapan        | 21         | 30         | 24         | 5          | 1          | 3                | 1                | 1                | 0                | 0                | 24     | 31     | 25     | 5      | 1      |
| M. Karakaya     | 10         | 19         | 18         | 0          | 1          | 1                | 0                | 0                | 0                | 0                | 11     | 19     | 18     | 0      | 1      |
| K. Kayhan       | 27         | 171        | 103        | 55         | 13         | 3                | 21               | 14               | 6                | 1                | 30     | 192    | 117    | 61     | 14     |
| H. Şahin        | 18         | 15         | 6          | 6          | 3          | 2                | 0                | 0                | 0                | 0                | 20     | 15     | 6      | 6      | 3      |
| O. Uriarte      | 27         | 401        | 333        | 32         | 36         | 3                | 47               | 42               | 1                | 4                | 30     | 448    | 375    | 33     | 40     |
| J. Winkelmuller | 29         | 463        | 416        | 23         | 24         | 3                | 38               | 31               | 4                | 3                | 32     | 501    | 447    | 27     | 27     |

P = presenze; PT = punti totali; AV = attacchi vincenti; MV = muri vincenti; BV = battute vincenti